# Possawee Muanmart
Possawee Muanmart (thailändisch พศวีร์ เหมือนมาตย์, * 8. Oktober 1998) ist ein thailändischer Fußballspieler.

## Karriere
Possawee Muanmart erlernte das Fußballspielen in der Jugendmannschaft von Buriram United in Buriram. Hier unterschrieb er Ende 2018 auch seinen ersten Profivertrag. Als Jugendspieler kam er in der Saison 2018 zu einem Einsatz in der ersten Liga, der Thai League. 2020 wurde er an den Drittligisten Ubon Ratchathani FC ausgeliehen. Mit dem Club aus Ubon Ratchathani spielt er in der dritten Liga, der Thai League 3, in der Upper Region. Zu Beginn der Saison 2021/22 wechselte er auf Leihbasis nach  Khon Kaen zum Zweitligisten Khon Kaen FC. Am Ende der Saison 2021/22 musste er mit Khon Kaen als Tabellenvorletzter in die dritte Liga absteigen. Für Khon Kaen bestritt er 28 Zweitligaspiele. Nach dem Abstieg wechselte er ebenfalls auf Leihbasis Ende Juli 2022 zum Zweitligisten Customs United FC. Mit dem Verein aus Samut Prakan wurde er am Ende der Saison Tabellenvierte und qualifizierte sich somit für die Aufstiegsspiele zur ersten Liga. Hier musste man sich jedoch dem Uthai Thani FC geschlagen geben. Für die Customs bestritt er 24 Ligaspiele. Nach der Saison wurde sein Vertrag in Buriram nicht verlängert. Im Juni 2023 unterschrieb er einen Vertrag beim Erstligaaufsteiger Uthai Thani FC.